# UFC 214
UFC 214: Cormier vs. Jones 2（ユーエフシー・ツーフォーティーン：コーミエ・バーサス・ジョーンズ・ツー）は、アメリカ合衆国の総合格闘技団体「UFC」の大会の一つ。2017年7月29日、カリフォルニア州アナハイムのホンダセンターで開催された。

## 大会概要
本大会のメインイベントでは、UFC世界ライトヘビー級タイトルマッチとして王者ダニエル・コーミエと挑戦者ジョン・ジョーンズによる対戦が組まれた。セミではUFC世界ウェルター級タイトルマッチとして王者タイロン・ウッドリーと挑戦者デミアン・マイアによる対戦が組まれた。UFC世界女子フェザー級王座決定戦ではクリスチャン・サイボーグとトーニャ・エヴァンジャーによる対戦が組まれた。
Invicta FC世界バンタム級王者トーニャ・エヴァンジャー、キャリア12戦全勝のジャレッド・ブルックスがUFCデビュー。

## 試合結果

### アーリープレリム
第1試合 ライト級 5分3R
○  ドリュー・ドーバー vs.  ジョシュ・バークマン ×
1R 3:04 KO（左フック）
第2試合 フライ級 5分3R
○  ジャレッド・ブルックス vs.  エリック・シェルトン ×
3R終了 判定2-1（29-28、28-29、29-28）
第3試合 女子ストロー級 5分3R
○  アレクサンドラ・アルブ vs.  ケイリン・カラン ×
3R終了 判定3-0（29-28、29-28、29-28）

### プレリミナリーカード
第4試合 フェザー級 5分3R
○  カルヴィン・ケイター vs.  アンドレ・フィリ ×
3R終了 判定3-0（30-27、30-27、30-27）
第5試合 フェザー級 5分3R
○  ブライアン・オルテガ vs.  ヘナート・モイカノ ×
3R 2:59 ギロチンチョーク
第6試合 63.5kg契約 5分3R
○  アルジャメイン・スターリング vs.  ヘナン・バラオン ×
3R終了 判定3-0（29-28、29-27、30-26）
第7試合 フェザー級 5分3R
○  リカルド・ラマス vs.  ジェイソン・ナイト ×
1R 4:34 TKO（パウンド）

### メインカード
第8試合 ライトヘビー級 5分3R
○  ヴォルカン・オーズデミア vs.  ジミ・マヌワ ×
1R 0:42 KO（左フック→パウンド）
第9試合 ウェルター級 5分3R
○  ロビー・ローラー vs.  ドナルド・セラーニ ×
3R終了 判定3-0（29-28、29-28、29-28）
第10試合 UFC世界女子フェザー級王座決定戦 5分5R
○  クリスチャン・サイボーグ vs.  トーニャ・エヴァンジャー ×
3R 1:56 TKO（膝蹴り連打）
※サイボーグが王座獲得に成功。
第11試合 UFC世界ウェルター級タイトルマッチ 5分5R
○  タイロン・ウッドリー vs.  デミアン・マイア ×
5R終了 判定3-0（50-45、49-46、49-46）
※ウッドリーが3度目の防衛に成功。
第12試合 UFC世界ライトヘビー級タイトルマッチ 5分5R
○  ジョン・ジョーンズ vs.  ダニエル・コーミエ ×
3R 3:01 KO（左ハイキック→パウンド）
※ジョーンズの薬物検査失格によりノーコンテスト。

### 各賞
ファイト・オブ・ザ・ナイト： ブライアン・オルテガ vs. ヘナート・モイカノ
パフォーマンス・オブ・ザ・ナイト： ジョン・ジョーンズ、ヴォルカン・オーズデミア
各選手にはボーナスとして5万ドルが授与された。

### カード変更
負傷などによるカードの変更は以下の通り。